# Земська школа в Кізлівці

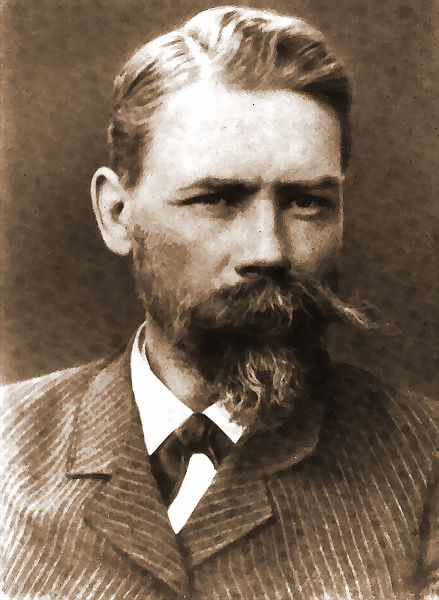
Опанас Георгійович Сластіон

Земська школа в селі Кізлівка Лохвицького повіту Полтавської губернії (повна офіційна назва — трикласне народне училище відомства Міністерства народної просвіти) зведена в 1912 році за проєктом архітектора Опанаса Георгійовича Сластіона, пам'ятка архітектури місцевого значення. Є однією з багатьох шкіл Лохвицького земства.

## Розташування
Школа розташована в центральній частині села. Територія обмежена з північного сходу та південного заходу вулицями, з північного заходу городами, південного сходу ділянками приватної забудови. Ділянка має рівну площину поверхні та невеликий ухил в північному напрямку. Територія впорядкована, організоване водовідведення з території відсутнє.

## Комплекс школи
До збережених на сьогодні складових шкільного комплексу відноситься власне школа, видозмінений ззовні житловий будинок та колодязь.

## Архітектура та конструкції будівлі школи
Будівля двокомплектної школи одноповерхова, Т-подібна в плані з тамбуром з північно-східного фасаду та ґанками з південно-східного, північно-західного та південно-західного фасадів.
За функціональною типологією об'єкт первісно відносився до навчально-виховних об'єктів. Нині не використовується через зведення поруч нової школи. Приміщення використовуються під складання шкільних матеріалів. Максимальні розміри будівлі становлять 28,84×18,41 м (22,83 м — з пізнішою прибудовою до північно-західного фасаду). Висота max. 11,5 м (по верху шатра башточки).
Розпланувальна типологія змішана (коридорна, секційна). Фасади цегляні, розкріповані пілястрами, без декоративного оздоблення. Цегляна обкладка фасадів перекладена в 1974 році. Фасади завершуються цегляним вінчаючим карнизом та дерев'яним піддашком. Ґанки розташовані з південно-східного, північно-західного та південно-західного фасадів.
Первісне внутрішнє планування підпорядковувалось вимогам доцільності, яка проявилась у функціональному групуванні приміщень. За архівним документом зонування та функціональне призначення були наступними: зона навчального процесу (вхідний тамбур, 2 навчальні класи, коридор-рекреація (в зимовий період використовувався під роздягальню), учительська зі шкільною бібліотекою. В перпендикулярно розташованому обсязі до навчальної зони з окремими входами розташовувались: сільська бібліотека, житлова кімната сторожа, «квартира семейного учителя», яка складалась з житлової кімнати та гостьової. Кухню сімейний вчитель поділяв з «холостым учителем», який проживав в окремій однокімнатній квартирі. В інтер'єрі збереглись цегляні печі та дванадцятистулкові розсувно-складальні двері. Стіни інтер'єру оштукатурені та побілені.
Конструкція будівлі каркасна з несучими поздовжніми та поперечними стінами. Стрічковий фундамент та цоколь цегляні. Опорні стовпи каркаса фасадних стін спираються на дерев'яні лежні Відсутність конструктивних тріщин в несучих конструкціях свідчить про відсутність просідних процесів. Підлога дерев'яна, по дерев'яних колодах, опертими всередині на цегляні стовпчики. Під підлогою влаштовано вентиляційне підпілля. Перекриття дерев'яне, балкове. Стеля підшита дранкою та оштукатурена. Заповнення віконних та дверних прорізів дерев'яне. Скляне заповнення рам частково розбите. Стан заповнень в більшості задовільний.
Дах вальмовий з люкарнами, башточки — шатровий. Конструкції даху становлять систему дерев'яних стояків, прогонів, підкосів і приставних крокв. Наявні сліди заміни дерев'яних конструкцій. Загальний стан задовільний.
На горищі розташовано лежені димовідвідної системи від печей. Покрівля виконана з листового покрівельного заліза. Наявні сліди протікань та іржавіння металу. Водозливна система перебуває в незадовільному стані. Загальний технічний стан задовільний, місцями незадовільний, башточки — непридатний до нормальної експлуатації.
Віконні та дверні прорізи мають трапецієподібну форму. Пізніші дверні прорізи в інтер'єрі прямокутні.
Доступ на горище сходами розташованими в коморі.
Будівля відноситься до цінних зразків зниклого архітектурного стилю Українського архітектурного модерну, раціоналістичного спрямування та роботі видатного архітектора Опанаса Георгійовича Сластіона.

## Радянський період та сучасність
За радянський період школа слугувала за первісним призначенням.
Після зведення нового приміщщеня школи земську школу покинули. Нині її приміщення слугують для складання шкільного інвентаря.
Сьогодні школа потребує проведення невідкладних робіт, а тому її, у складі й інших унікальних шкіл, зведених за проєктом Опанаса Сластіона, закликають рятувати активісти Полтавщини.

## Альбом видів

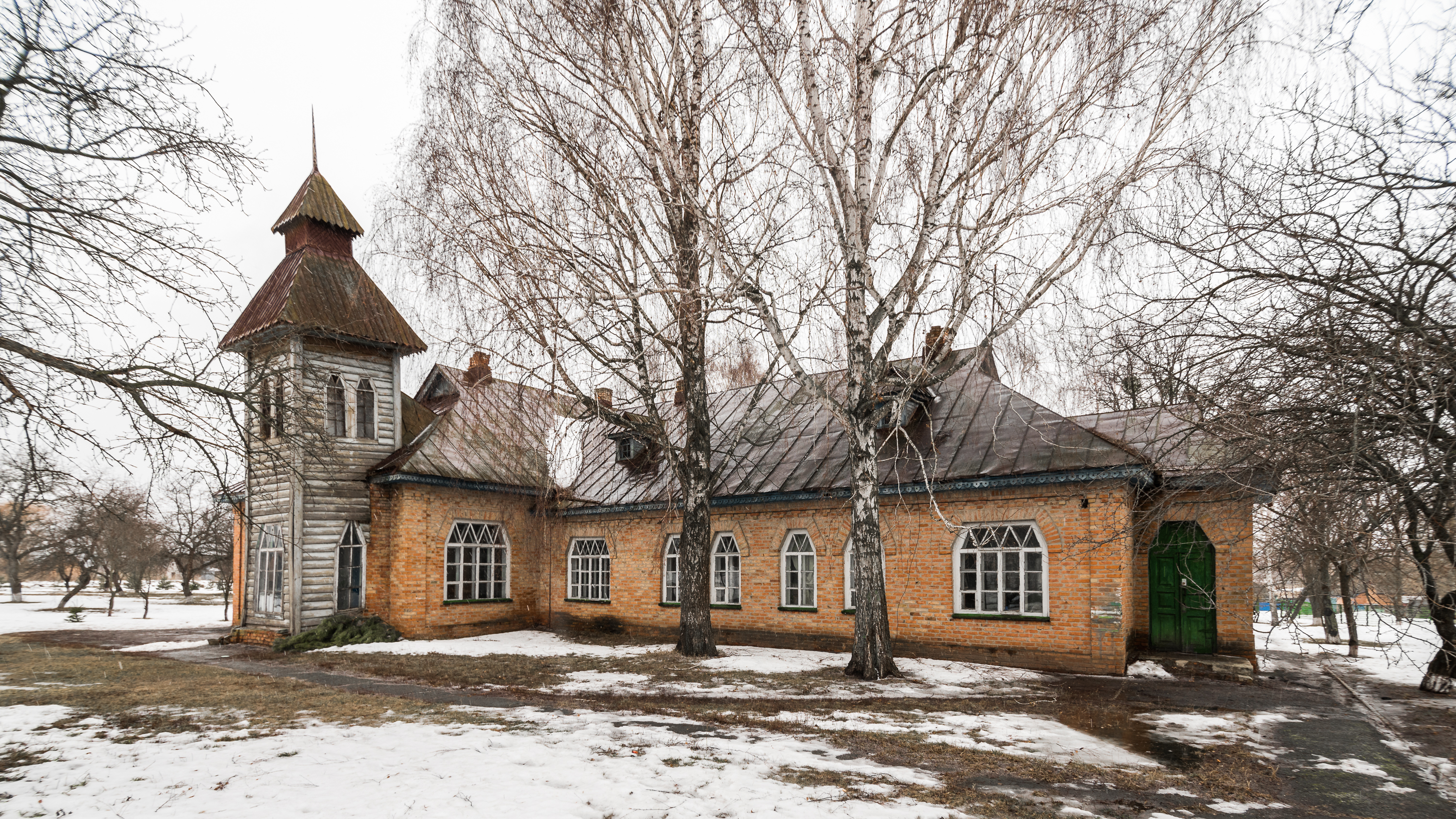
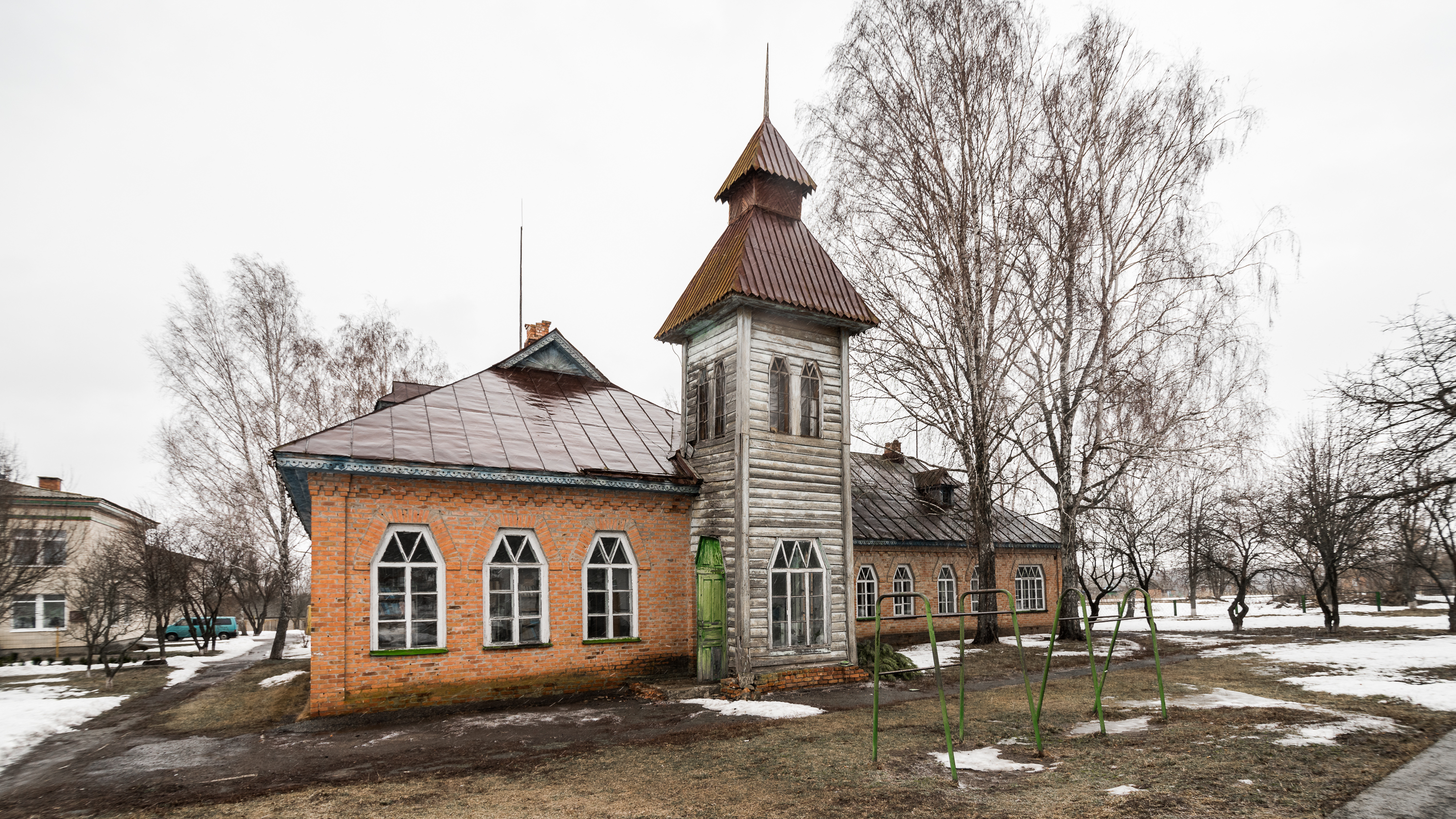
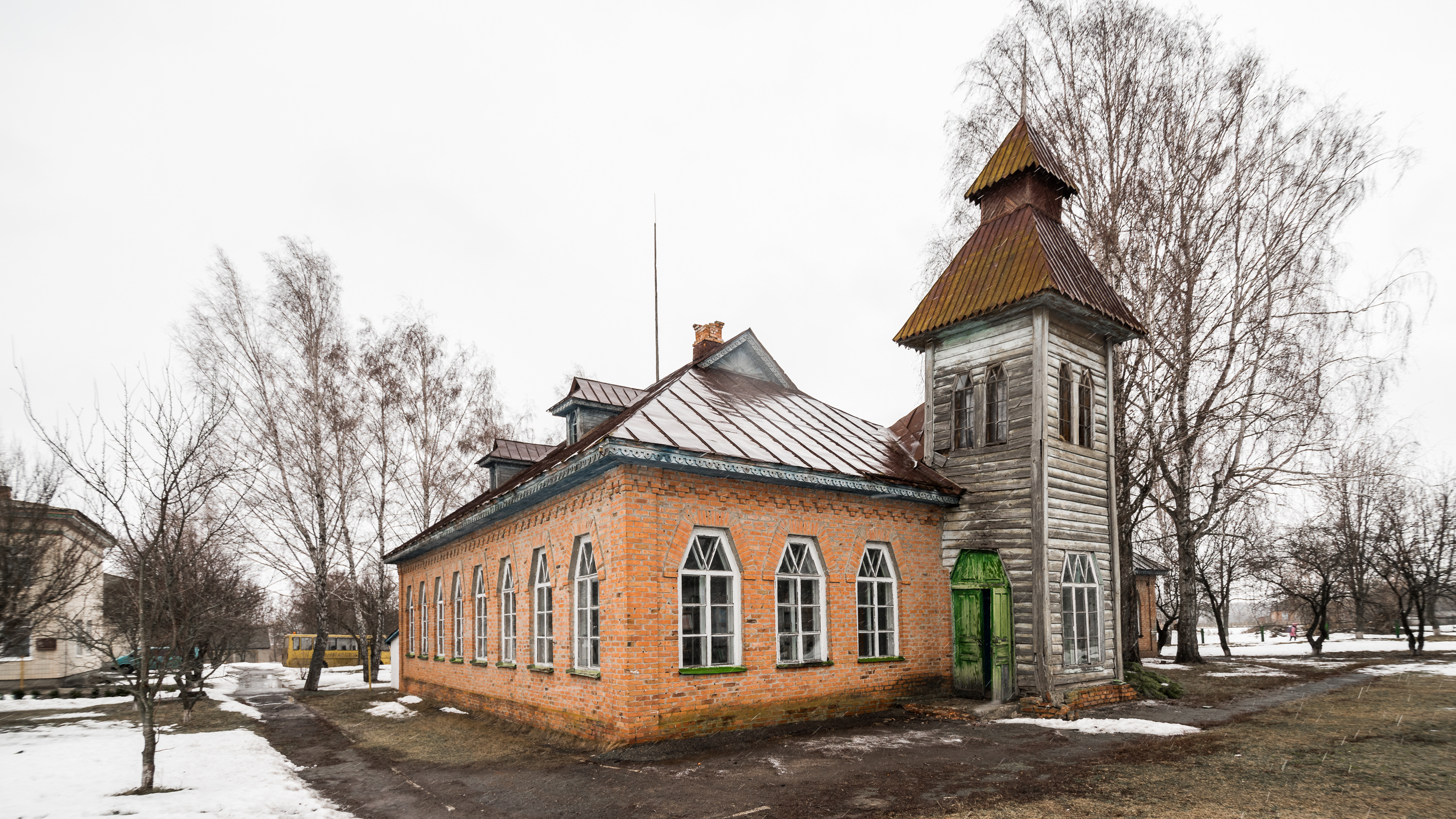
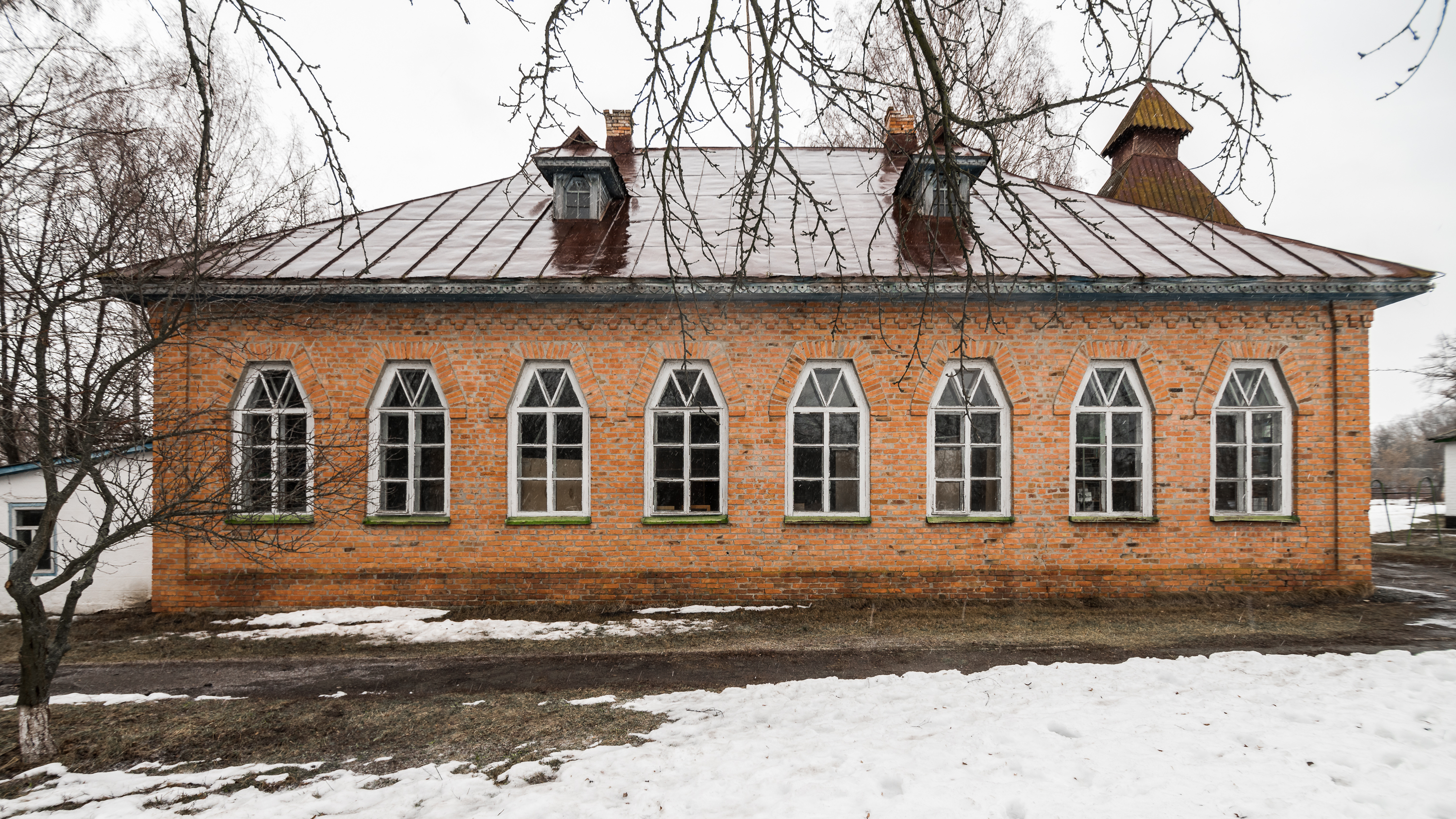
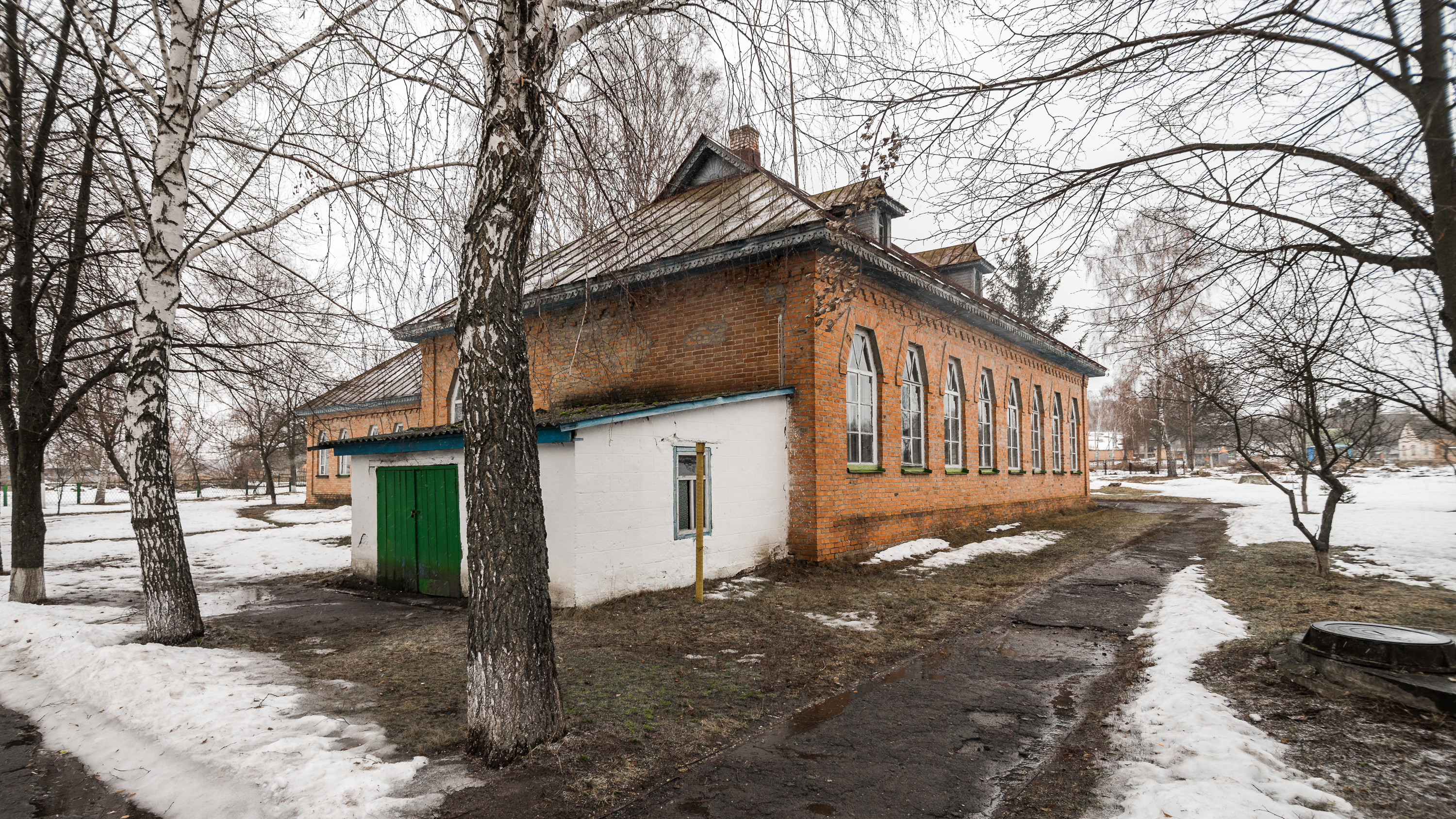
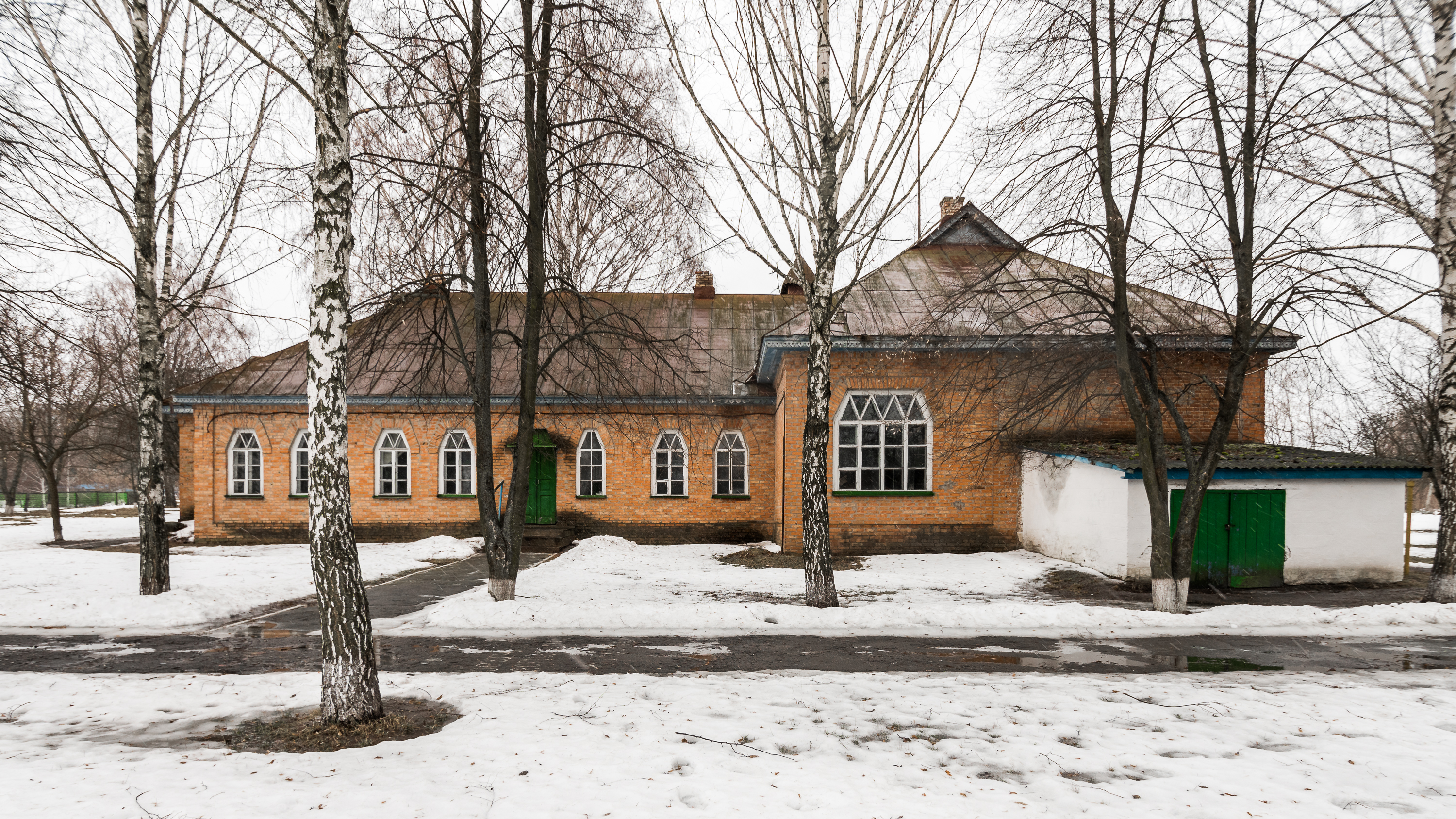
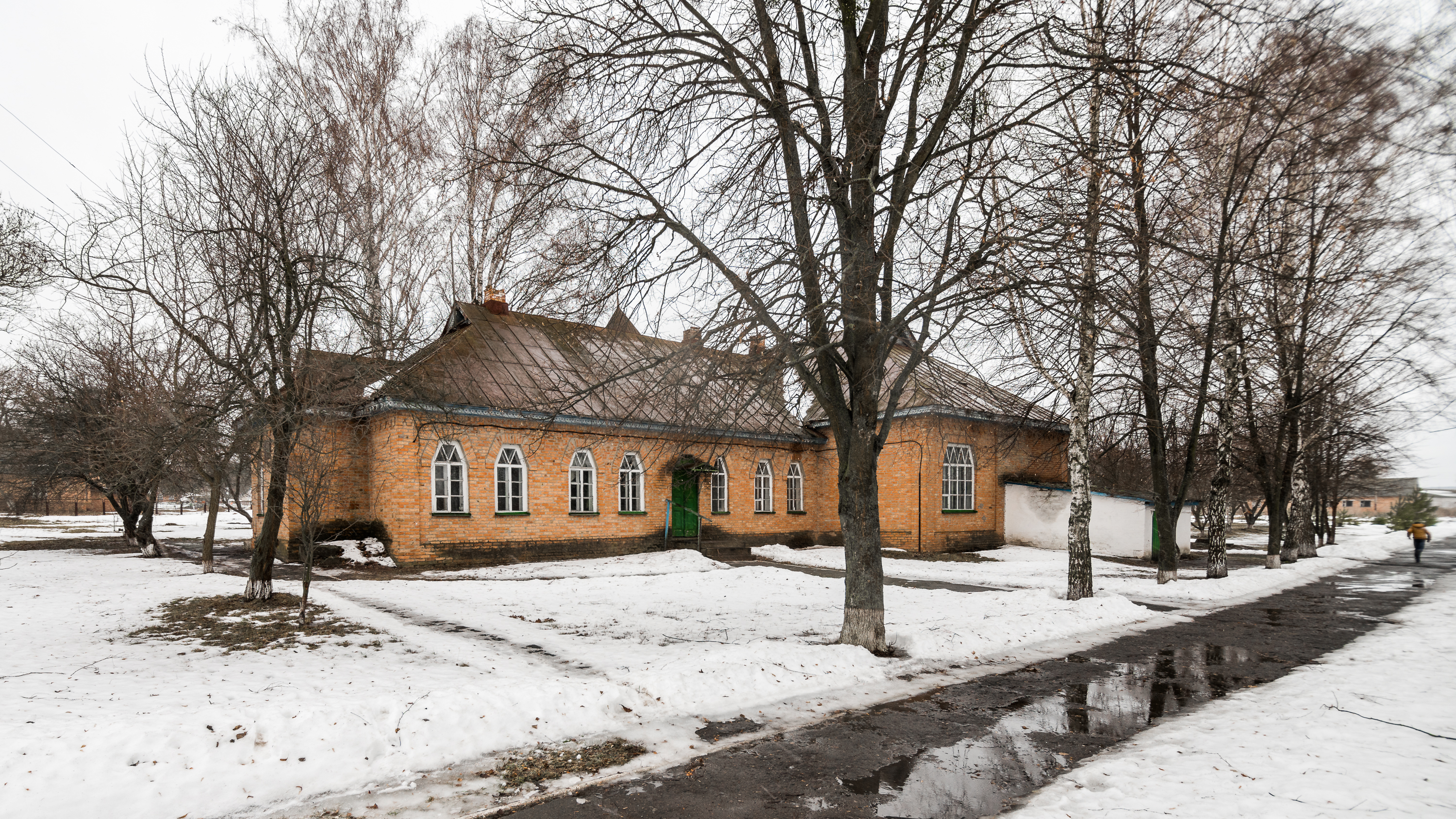
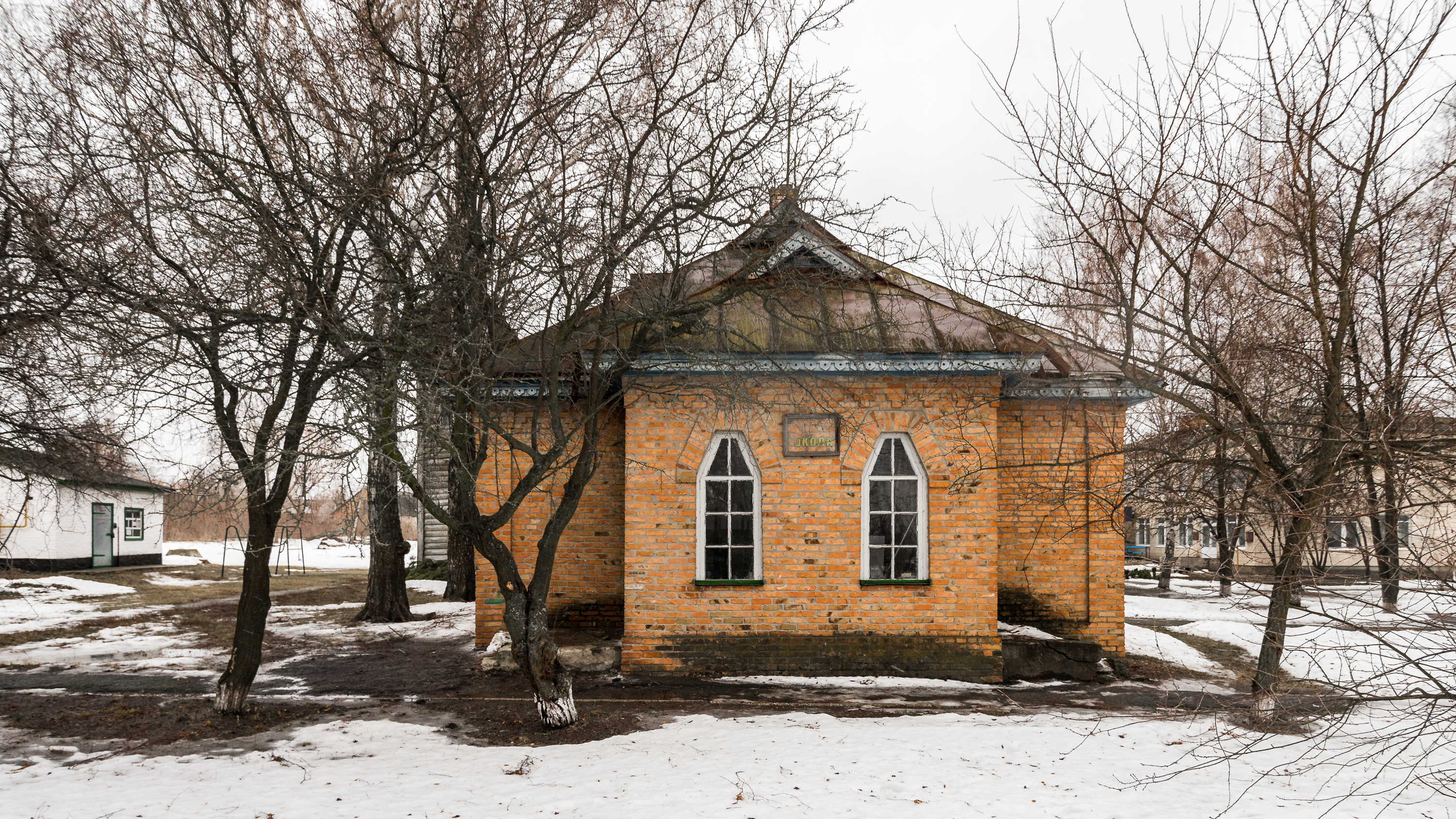
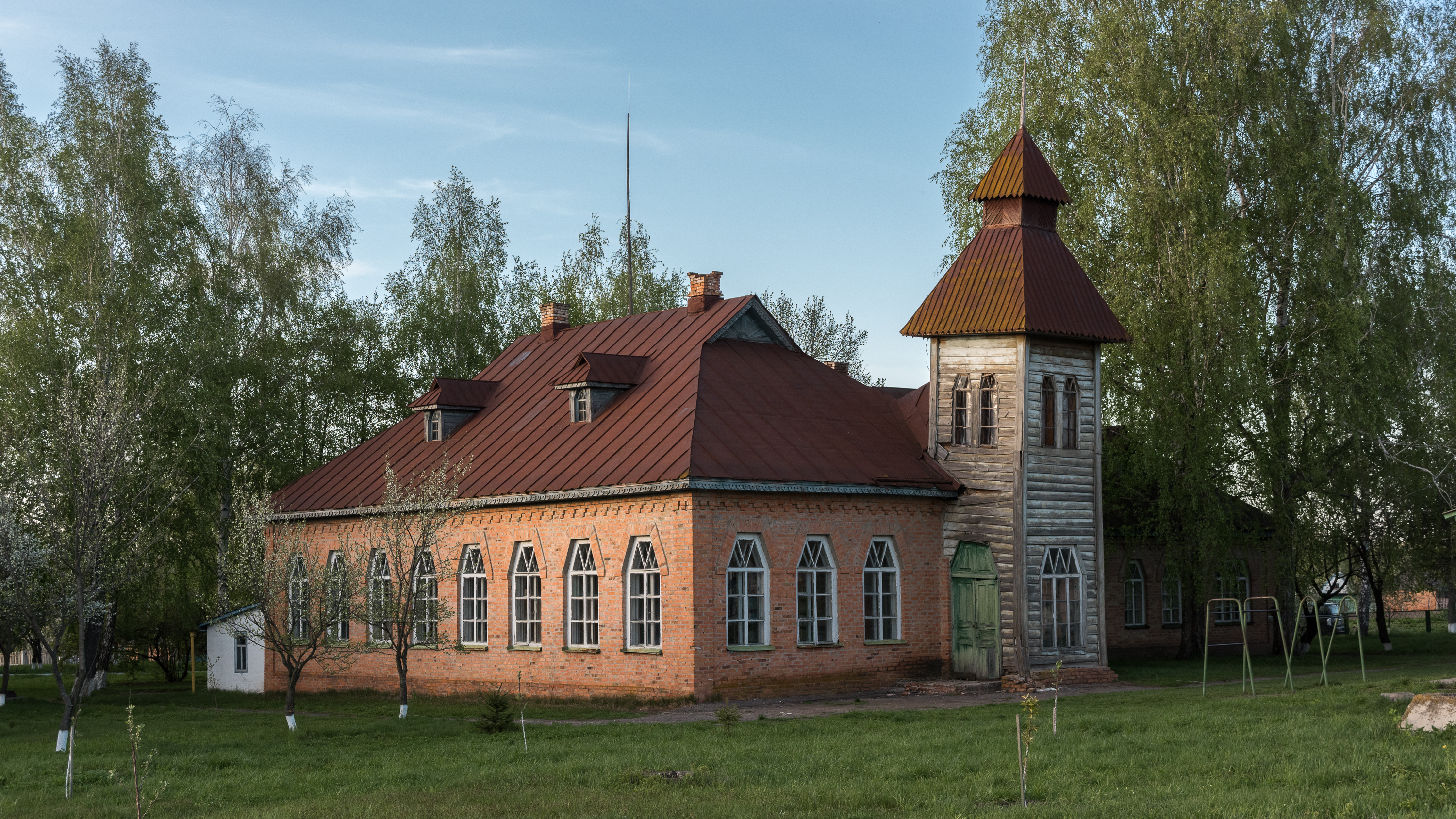
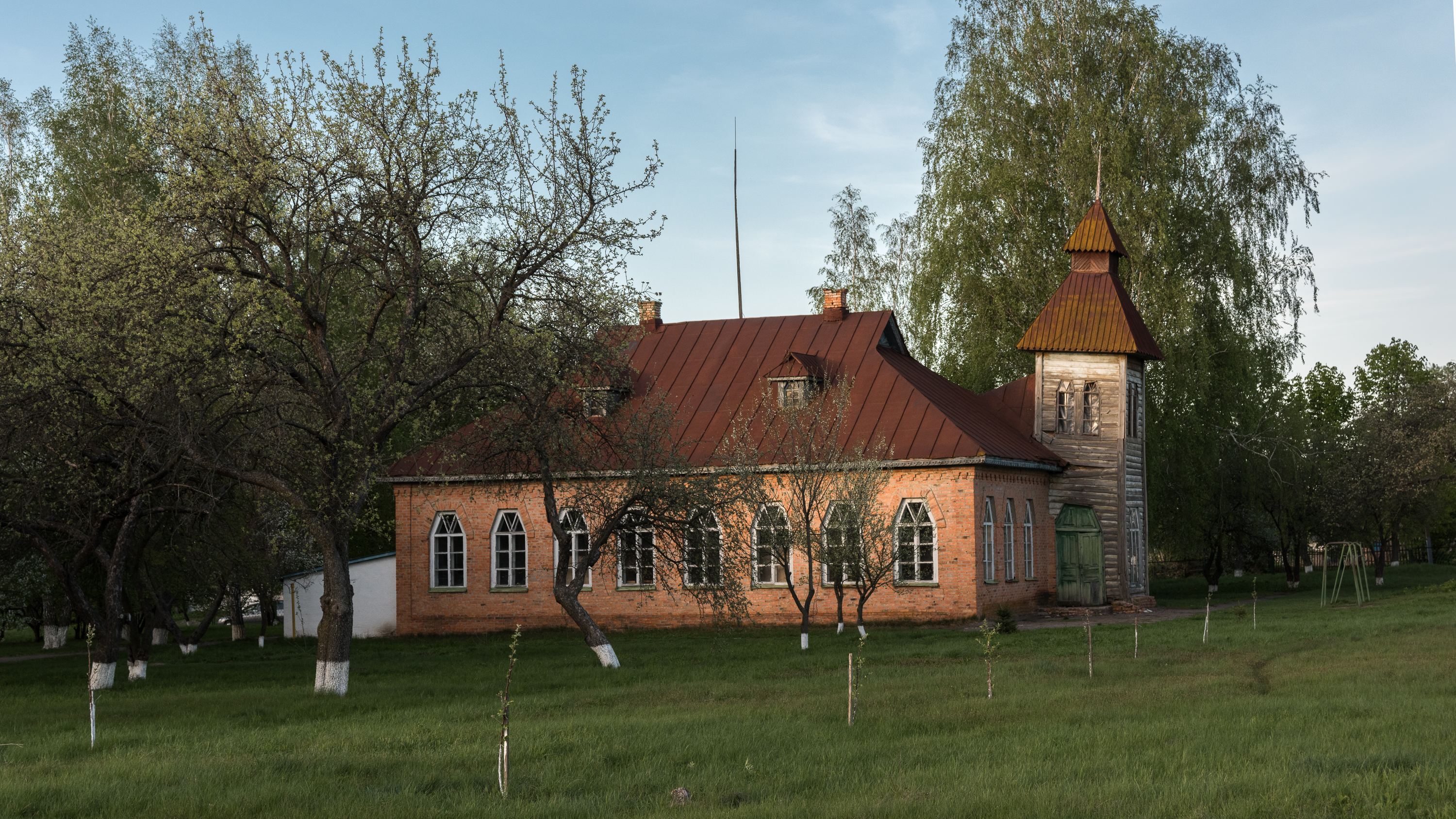